# Евангелическая церковь Камеруна
Евангелическая церковь Камеруна (фр. Eglise Evangelique Du Cameroun, EEC) — христианская протестантская деноминация в Африке. Церковь возникла благодаря европейским миссионерам, Парижской миссии, Базельской миссии и Английской баптистской миссии. После 1917 года Базельская миссия передала большинство своих миссионерских станций Парижской миссии. В 1957 году церковь стала финансово самостоятельной и автономной.
Церковь имеет тесные связи с пресвитерианской церковью Камеруна (англ. Presbyterian Church in Cameroon, PCC), с которой она имеет общее наследие, и с Объединенными баптистскими церквями в Камеруне (англ. United Baptist Churches in Cameroon), которые стали автономными в том же году и находились под контролем Парижской миссии. В 2004 году церковь насчитывала 2,5 миллиона членов в 700 общинах и 13 Синодах. По другим данным — 1,2 миллиона верующих. Церковь является самой многочисленной протестантской деноминацией в стране.
Согласно собственной статистике, церковь насчитывает 2,5 миллиона членов, 700 общин, 14 колледжей и 1 университет. 
Церковь является членом Всемирного сообщества реформатских церквей.

## Галерея

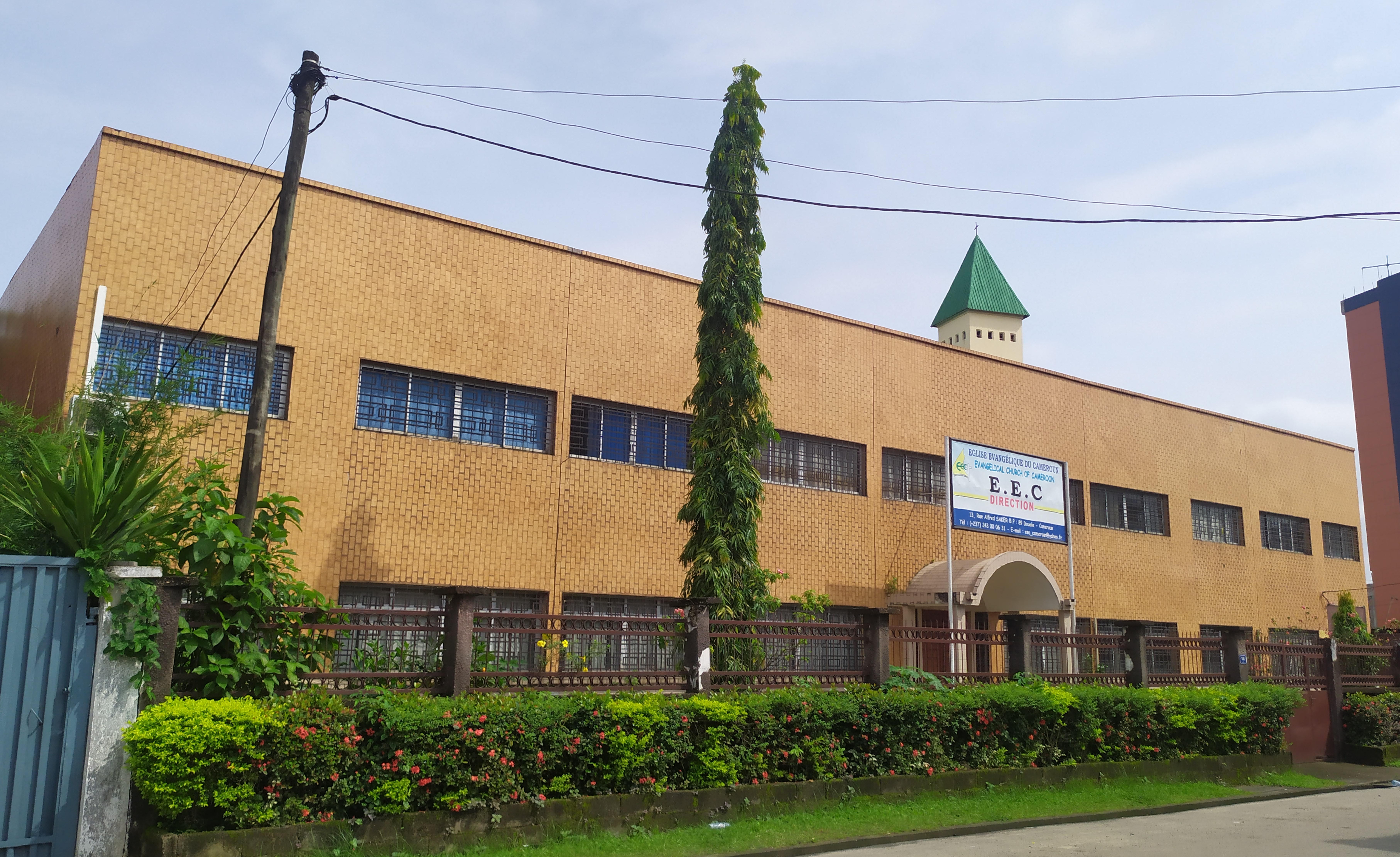
Главный офис в Дуале
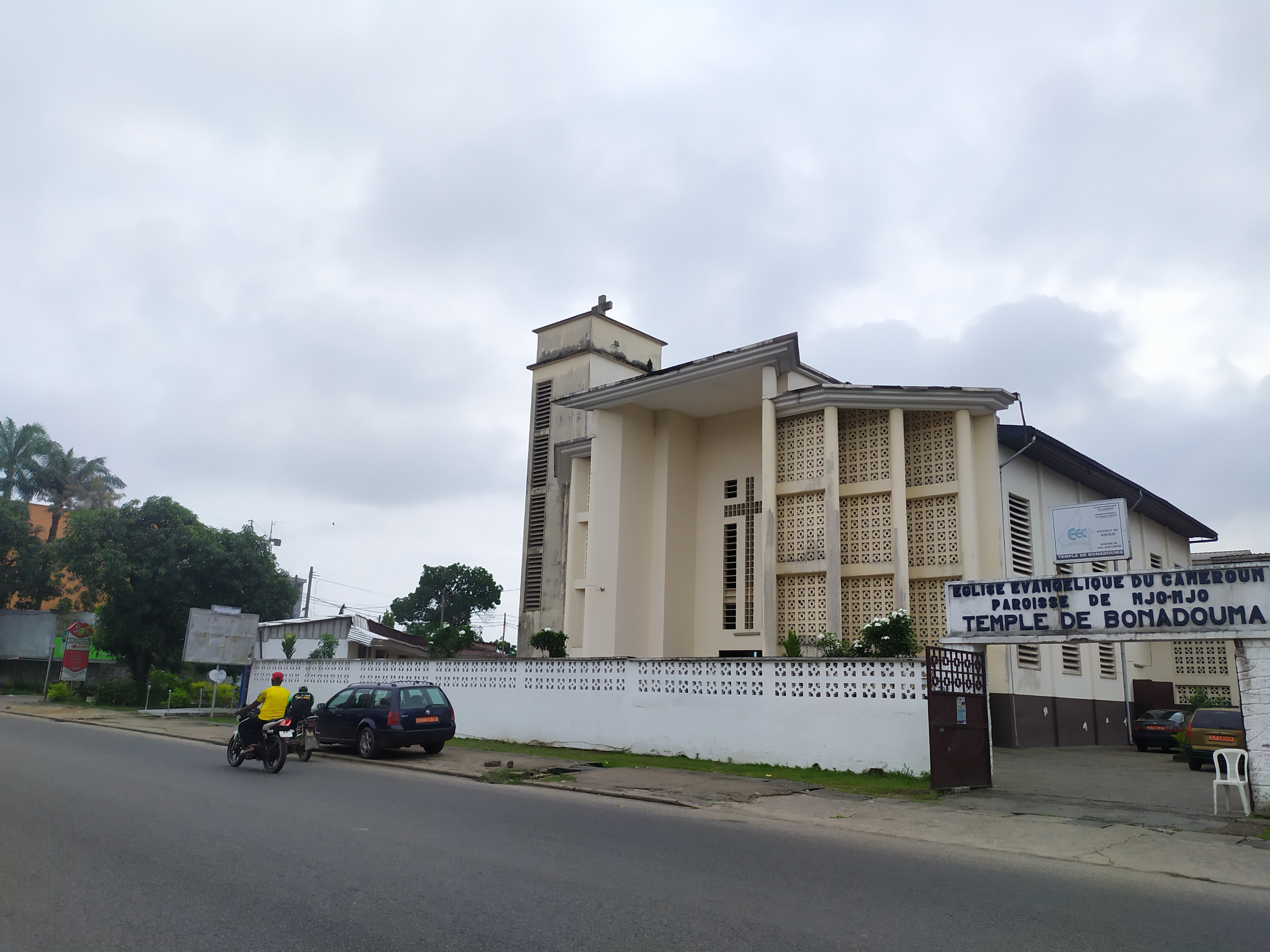
Храм прихода Bonadouma
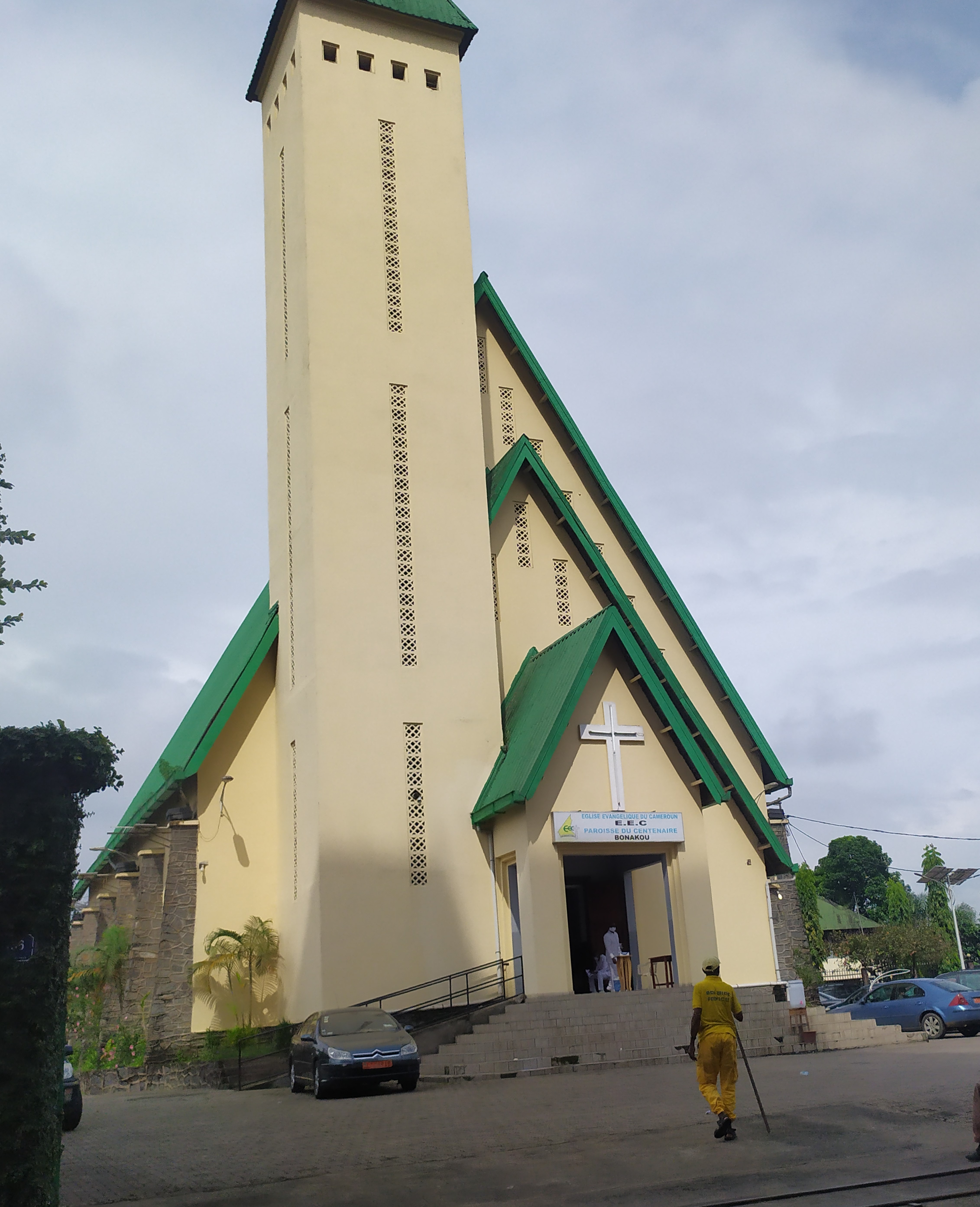
Храм Столетия